# Liste der Baudenkmale in Hohen Demzin
In der Liste der Baudenkmale in Hohen Demzin sind alle denkmalgeschützten Bauten der Gemeinde Hohen Demzin (Mecklenburg-Vorpommern) und ihrer Ortsteile aufgelistet (Stand 10. Februar 2021).

## Legende
In den Spalten befinden sich folgende Informationen:
- ID-Nr: Die Nummer wird von den Denkmalämtern der Landkreise vergeben. Wenn sie nicht bekannt ist, bleibt die Spalte leer. In dieser Spalte kann sich zusätzlich das Wort Wikidata befinden, der entsprechende Link führt zu Angaben zu diesem Denkmal bei Wikidata.
- Lage: die Adresse des Denkmales und die geographischen Koordinaten.
Link zu einem Kartenansichtstool, um Koordinaten zu setzen. In der Kartenansicht sind Denkmale ohne Koordinaten mit einem roten bzw. orangen Marker dargestellt und können in der Karte gesetzt werden. Denkmale ohne Bild sind mit einem blauen bzw. roten Marker gekennzeichnet, Denkmale mit Bild mit einem grünen bzw. orangen Marker.
- Bezeichnung: Bezeichnung, so wie sie in den offiziellen Listen der Denkmalämter steht. Ein Link hinter der Bezeichnung führt zum Wikipedia-Artikel über das Denkmal. Wenn die Bezeichnung der Denkmalämter inhaltlich fehlerhaft ist, ist in der Spalte „Beschreibung“ darauf hinzuweisen.
- Beschreibung: Beschreibung des Denkmales
- Bild: ein Bild des Denkmales und gegebenenfalls einen Link zu weiteren Fotos des Denkmals im Medienarchiv Wikimedia Commons

## Baudenkmale nach Ortsteilen

### Hohen Demzin
| ID   | Lage                  | Bezeichnung                                                            | Beschreibung | Bild                                                                   |
| ---- | --------------------- | ---------------------------------------------------------------------- | --- | ---------------------------------------------------------------------- |
| 0769 | B 108, Nr. 23 (Karte) | Chausseehaus                                                           | |                                                                        |
| 0770 | B 108                 | Wegweiser                                                              | |                                                                        |
| 0772 | (Karte)               | Kirche mit Friedhof, Grabstein Rudolf von Bassewitz und Kriegerdenkmal | Die evangelische Kirche ist ein neugotischer Bau mit einem Westturm. Erbaut wurde die Kirche in den Jahren 1871/1872. Im Inneren befindet sich ein geschnitztes Epitaph für Heinrich Adam von den Osten aus dem Jahre 1692. | Kirche mit Friedhof, Grabstein Rudolf von Bassewitz und Kriegerdenkmal |
| 0773 | B 108                 | Remise/Stellmacherei                                                   | |                                                                        |
| 0775 | Straße nach Nienhagen | Wegweiser                                                              | |                                                                        |

### Burg Schlitz
| ID   | Lage    | Bezeichnung | Beschreibung | Bild |
| ---- | ------- | --- | --- | --- |
| 0575 | (Karte) | Burg Schlitz mit Schloß, Kapelle, Schmiede, Gaststätte „Goldener Frieden“, sowie Landschaftspark mit Monumenten, Wasserburg Karstorf und Meilensteine | Das ehemalige Herrenhaus ist heute ein Hotel im gleichnamigen Ortsteil. Erbaut wurde das Herrenhaus von 1806 bis 1824. Es ist ein klassizistischer Bau mit zwei Geschossen. Im Inneren befinden sich Öfen nach einem Entwurf von Schinkel. Der Park ist im Stil englischer Landschaftsparks nach Plänen des Bauherren Graf Hans von Schlitz angelegt. | Burg Schlitz mit Schloß, Kapelle, Schmiede, Gaststätte „Goldener Frieden“, sowie Landschaftspark mit Monumenten, Wasserburg Karstorf und Meilensteine |
| 0576 | (Karte) | Marstall Gut Karstorf | | |

### Görzhausen
| ID   | Lage                      | Bezeichnung        | Beschreibung | Bild |
| ---- | ------------------------- | ------------------ | ------------ | ---- |
| 0732 | Abzweigung nach Nienhagen | Wegweiser          |              |      |
| 0733 | Nr. 1/1a (Karte)          | Wohnhaus und Stall |              |      |
| 0734 | Nr. 2/2a/2b (Karte)       | Kate               |              |      |

### Grambzow
| ID   | Lage  | Bezeichnung | Beschreibung | Bild |
| ---- | ----- | ----------- | ------------ | ---- |
| 0737 | B 108 | Meilenstein |              |      |

### Groß Köthel
| ID   | Lage          | Bezeichnung | Beschreibung | Bild |
| ---- | ------------- | ----------- | ------------ | ---- |
| 0740 | Nr. 5 (Karte) | Gutshaus    |              |      |

### Klein Köthel
| ID   | Lage           | Bezeichnung                 | Beschreibung | Bild |
| ---- | -------------- | --------------------------- | ------------ | ---- |
| 0793 | Nr. 12 (Karte) | ehem. Wassermühle mit Stall |              |      |
| 0794 |                | Transformatorenhaus         |              |      |

## Ehemalige Denkmale

### Hohen Demzin
| ID | Lage          | Bezeichnung | Beschreibung | Bild |
| -- | ------------- | ----------- | ------------ | ---- |
|    | Dorfstraße 26 | Speicher    |              |      |
|    |               | Schmiede    |              |      |

### Groß Köthel
| ID | Lage | Bezeichnung         | Beschreibung | Bild |
| -- | ---- | ------------------- | ------------ | ---- |
|    |      | Transformatorenhaus |              |      |

## Quelle
Denkmalliste des Landkreises Rostock A ‐ Z (Stand: 10. Februar 2021; PDF, 497 KB)